# Дзен учител
Дзен учител (на китайски: 禪師, chánshī) е хиперним (по-общ термин), който се свързва с индивид, който преподава дзен будизъм на други. Има няколко термина, взаимозаменяеми с тази титла.
Роши (на китайски: 老師, lǎoshī) е японска почетна титла, използвана в дзен будизма, която буквално означава „стар учител“ или „почитан учител“ и се отнася за монах, който дава духовни напътствия към сангха. Въпреки буквалното значение титлата няма нищо общо с възрастта на индивида, който я получава. Титлата се дава на човек, който има дълбоко разбиране на Дхармата и повечето роши са преминали много години тежко обучение при учител. В школата Риндзай на дзен, монасите става роши, когато получават инка от учителя си. В школата Сото на дзен, човек получава еквивалента на роши, когато получи титлата шике от школата Сото. Повечето дзен общности в САЩ дават титлата по линия на този протокол и в повечето инстанции се използва като синоним на термина дзен учител.